# Cabecera del Río Aguas Limpias
Cabecera del Río Aguas Limpias este o arie protejată (arie specială de conservare — SAC, sit de importanță comunitară — SCI) din Spania întinsă pe o suprafață de 3.045,64 ha, integral pe uscat.

## Localizare
Centrul sitului Cabecera del Río Aguas Limpias este situat la coordonatele 42°49′10″N 0°17′46″W / 42.8194°N 0.296205°V.

## Înființare
Situl Cabecera del Río Aguas Limpias a fost declarat sit de importanță comunitară în ianuarie 1997 pentru a proteja 3 specii de animale. Situl a fost protejat și ca arie specială de conservare în februarie 2021.

## Biodiversitate
Situată în ecoregiunea alpină, aria protejată conține 11 habitate naturale: Pante stâncoase silicioase cu vegetație casmofită, Păduri pe pante, grohotișuri și ravene de Tilio-Acerion, Matorral arborescenți cu Juniperus spp., Păduri montane și subalpine de Pinus uncinata (* dezvoltate pe substrat gipsos sau calcaros), Formațiuni montane de Cytisus purgans, Păduri de fag din Europa Centrală dezvoltate pe sol calcaros cu Cephalanthero-Fagion, Pajiști alpine și boreale, Grohotișuri termofile și vest-mediteraneene, Ghețari permanenți, Pajiști silicioase din Pirinei cu Festuca eskia, Liziere de ierburi înalte hidrofile de câmpie și de nivel montan până la alpin.
La baza desemnării sitului se află mai multe specii protejate:
- mamifere (2): Galemys pyrenaicus, urs brun (Ursus arctos)
- reptile (1): Iberolacerta bonnali

Pe lângă speciile protejate, pe teritoriul sitului au mai fost identificate 44 de specii de plante, 22 de specii de păsări, 5 specii de amfibieni, 3 specii de mamifere, 3 specii de nevertebrate, 1 specie de pești, 2 specii de reptile.